# Liste des députés de la IVe législature de la Troisième République française

Cette liste recense les personnes qui ont assuré un mandat de député au cours de la IVe législature de la IIIe République.
- Haut – A
- B
- C
- D
- E
- F
- G
- H
- I
- J
- K
- L
- M
- N
- O
- P
- Q
- R
- S
- T
- U
- V
- W
- X
- Y
- Z

## A
- Jacques Pierre Jean Charles Abbatucci
- Valentin Abeille
- Antoine Achard
- Achille Adam-Fontaine
- François Allain-Targé
- Louis Alype dit Pierre-Alype
- Louis Amagat
- Louis Andrieux
- Emmanuel Arène
- Paul Eugène Augustin Dariste dit d'Ariste
- Ferdinand Louis Barthélemy Arnault
- Marie Gustave Louis Eugène Arnous
- Ange-Gaétan Astima
- Jean-Honoré Audiffred
- François Augère
- Pierre Aujame

## E
- Antoine Escande
- Eugène René François Eschassériaux
- Marie Reimbold d'Estourmel
- Eugène Étienne

## I
- Agamemnon Imbert

## K
- Émile Keller
- Charles de Kergariou
- Émile Cillard de Kermenguy
- Louis Joseph de Kersauson-Vieux-Chatel
- Alfred Koechlin-Schwartz

## O
- Louis Obissier Saint-Martin
- Auguste Ollivier
- Dionys Ordinaire
- Gustave Cunéo d'Ornano

## T
- François Taillefer
- Henri, André, Joseph Tailliandier
- Pierre Tassin
- Henry, Julien, Stanislas Ternisien
- Léonce, Pierre, Gabriel de Terves
- Charles, Louis, Zephirin Thellier de Poncheville
- Ferdinand Théron
- Albert, Pierre, Emmanuel Theulier
- François, Marie Thévenet
- Édouard Thiers
- Jules, Théodore Thiessé
- Charles, Célestin, Joseph Thoinnet de la Turmelière
- Jean-Louis, Maurice, Félix Thomas-Derevoge
- Gaston, Arnold, Marie Thomson
- Jacques, Charles, Henri Tondu
- Alcide, Marie Treille
- Auguste, Pierre Trouard-Riolle
- Etienne, Pierre, Gabriel Trubert
- Jean-Baptiste, Louis Trystram
- Henri, Eléonor, Jacques, Elisabeth de Turenne
- Jean, Placide Turigny
- Edmond, Henri Turquet
- Adolphe, Jean, Eugène Turrel

## V
- Léon Vacher
- François-Maximin Valentin
- Adrien de Valon
- Alfred, Charles, Antoine, Honoré Vast-Vimeux
- Henri, Marie, Jacques, Charles de Vaujuas-Langan
- Maurice Vergoin
- Louis Clovis Vernet
- Émile Vernhes
- Michel Vernière
- Claude, Marie, Agapite Versigny
- Louis Vielfaure
- Armand Viellard-Migeon
- Jules Viette
- Albert Viger
- Louis Vignancour
- Édouard Vilar
- Jean Louis Henri Villain
- Émile Villeneuve
- Camille Viox
- Louis Armand Vitry

## W
- Richard Waddington
- Pierre Waldeck-Rousseau
- Émile Wickersheimer
- Daniel Wilson
- Conrad de Witt